# Stanbridge East
Stanbridge East är en kommun i provinsen Québec i Kanada. Den ligger i regionen Estrie, i den sydöstra delen av landet, 220 km öster om huvudstaden Ottawa.
Kommunen är officiellt tvåspråkig (franska och engelska), med 54 % fransktalande och 48 % engelsktalande (modersmålstalare) vid folkräkningen 2021.